# Virrat (cráter)
Virrat es un cráter de impacto de grandes proporciones del planeta Marte situado al norte del cráter Wukari y al sudoeste de Dinorwic, a 31,1° Sur y 103° Oeste (véase imagen). El impacto causó un boquete de 54 kilómetros de diámetro llegando a una profundidad de 1,3 kilómetros. El nombre fue aprobado en 1991 por la Unión Astronómica Internacional, haciendo referencia a la localidad homónima de Suecia.
Según los datos de la agencia científica United States Geological Survey, la edad de dicha zona y alrededores estaría comprendida entre los 3,8 y 3,5 billones de años atrás, a finales de la Era Noeica.